# Burak Çelik
Burak Çelik (Istanbul, 21 luglio 1992) è un attore e modello turco, noto per aver interpretato il ruolo di Mahir Denizhan nella serie Come sorelle (Sevgili Geçmiş).

## Biografia
Burak Çelik è nato il 21 luglio 1992 a Istanbul (Turchia), da padre originario di Ordu, in Turchia e da madre originaria da una famiglia immigrata dai Balcani, nell'Impero ottomano.

## Carriera
Burak Çelik si è diplomato presso il liceo scientifico. Dopo il diploma decide di iscriversi in recitazione presso l'Università di Istanbul. Nel 2013 ha vinto il premio come Miglior modello della Turchia e come Miglior modello del mondo. Dal 2013 al 2016 è stato scelto per interpretare il ruolo di Serdar Kılıçoğlu nella serie Karagül. Nel 2016 ha ricoperto il ruolo di Barış nella serie Hayat Sevince Güzel.
Nel 2017 ha recitato nei film Deli Aşk (nel ruolo di Jeremy Jackson) diretto da Murat Dündar e Murat Kaman e in Angels of Darkness (nel ruolo di Berk) diretto da David Angelus. Nello stesso anno ha ricoperto il ruolo di Serkan nella serie Aşk Laftan Anlamaz e quello di Erdem Demir nella serie Kara Yazı. Nel 2017 e nel 2018 è entrato a far parte del cast della serie Söz, nel ruolo di Selim.
Nel 2019 è stato scelto per interpretare il ruolo di Mahir Denizhan nella serie Come sorelle (Sevgili Geçmiş) e dove ha recitato insieme ad attrici come Ece Uslu, Sevda Erginci, Melis Sezen, Elifcan Ongurlar e Özge Özacar. Dal 2020 al 2022 è entrato a far parte del cast della serie Kuruluş Osman, nel ruolo di Kongar / Göktuğ Bey. Nel 2022 ha interpretato il ruolo di Emir Demirhan nella serie Senden Daha Güzel. Nel 2022 e nel 2023 è entrato a far parte del cast della serie Ben Bu Cihana Sigmazam, nel ruolo di Jean Luc Tonnerre / Ateş Türk.

## Vita privata
Burak Çelik dal 2013 al 2015 è stato sposato con Ayşenur Özkan.

## Filmografia

### Cinema
- Deli Aşk, regia di Murat Dündar e Murat Kaman (2017)
- Angels of Darkness, regia di David Angelus (2017)

### Televisione
- Karagül – serie TV, 102 episodi (2013-2016)
- Hayat Sevince Güzel – serie TV, 15 episodi (2016)
- Aşk Laftan Anlamaz – serie TV, 1 episodio (2017)
- Kara Yazı – serie TV, 6 episodi (2017)
- Söz – serie TV, 14 episodi (2017-2018)
- Come sorelle (Sevgili Geçmiş) – serie TV, 8 episodi (2019)
- Kuruluş Osman – serie TV, 70 episodi (2020-2022)
- Senden Daha Güzel – serie TV, 14 episodi (2022)
- Ben Bu Cihana Sigmazam – serie TV (2022-2023)

## Doppiatori italiani
Nelle versioni in italiano dei suoi film e delle sue serie TV, Burak Çelik è stato doppiato da:
- Gabriele Vender[23] in Come sorelle[24]

## Riconoscimenti

### Come modello
- 2013: Vincitore come Miglior modello della Turchia
- 2013: Vincitore come Miglior modello del mondo